# Cabaret (película de 1927)
Cabaret es una película estadounidense de drama criminal mudo de 1927 producida por Famous Players–Lasky, distribuida por Paramount Pictures, dirigida por Robert G. Vignola y protagonizada por Gilda Gray.  
La película fue considerada un rival de Underworld, de Paramount, estrenada más tarde en 1927. Fue el ganador del premio Photoplay en 1927. 

## Elenco
- Gilda Gray como Gloria Trask
- Tom Moore como el detective Tom Westcott
- Chester Conklin como Jerry Trask
- Mona Palma como Blanche Howard (Mona también era conocida como Mimi Palmeri)
- Jack Egan como Andy Trask
- William Harrigan como Jack Costigan
- Charles Byer como Sam Roberts
- Anna Lavsa como la Sra. Trask

## Preservación
No hay copias de Cabaret en ningún archivo cinematográfico,  por lo tanto es una película perdida. 